# ساندرو گامبا
ساندرو گامبا (ایتالیایی: Sandro Gamba؛ زادهٔ ۳ ژوئن ۱۹۳۲) بازیکن و مربی بسکتبال اهل ایتالیا بود.
از باشگاه‌هایی که در آن بازی کرده‌است می‌توان به المپیا میلان اشاره کرد.
وی در مسابقات کشوری و بین‌المللی در مجموع برندهٔ ۱ مدال طلا، ۲ مدال نقره، ۱ مدال برنز شده‌است.